# Лебедянка (Крым)
Лебедя́нка (до 1948 года хутор Мерку́лова; укр. Лебедянка, крымскотат. Lebedânka, Лебедянка) — исчезнувшее село в Нижнегорском районе Республики Крым, располагавшееся на севере района, у берега Сиваша, примерно в 3 км к северу от современного села Сливянка.

## История
Впервые в доступных источниках поселение встречается в Списке населённых пунктов Крымской АССР по Всесоюзной переписи 17 декабря 1926 года, согласно которому в селе Тархан (бывший Меркулова), Средне-Джанкойского сельсовета Джанкойского района, числилось 7 дворов, все крестьянские, население составляло 35 человек, из них 32 русских и 3 украинца. Постановлением Президиума КрымЦИКа «Об образовании новой административной территориальной сети Крымской АССР» от 26 января 1935 года был образован Колайский район (переименованный 14 декабря 1944 года в Азовский)и село включили в его состав. К 1942 году закрепилось сокращённое название Меркулова.
После освобождения Крыма от фашистов, 12 августа 1944 года было принято постановление № ГОКО-6372с «О переселении колхозников в районы Крыма» и в сентябре 1944 года в Азовский район Крыма приехали первые новоселы (162 семьи) из Житомирской области, а в начале 1950-х годов последовала вторая волна переселенцев из различных областей Украины. С 25 июня 1946 года хутор в составе Крымской области РСФСР. Указом Президиума Верховного Совета РСФСР от 18 мая 1948 года бывший хутор Меркулова переименовали в Лебедянку. 26 апреля 1954 года Крымская область была передана из состава РСФСР в состав УССР. Ликвидировано до 1960 года, поскольку в «Справочнике административно-территориального деления Крымской области на 15 июня 1960 года» селение уже не значилось (согласно справочнику «Крымская область. Административно-территориальное деление на 1 января 1968 года» — в период с 1954 по 1968 год).